# 光大
光大（こうだい）は、南北朝時代の南朝陳において廃帝陳伯宗の治世に使用された元号。567年正月 - 568年12月。

## 西暦・干支との対照表
| 光大 | 元年  | 2年   |
| 西暦 | 567年 | 568年 |
| 干支 | 丙戌  | 戊子  |